# Asura Cryin’
Asura Cryin’ (jap. アスラクライン, Asura Kurain) ist eine japanische Light-Novel-Serie von Gakuto Mikumo mit Illustrationen von Nao Watanuki. Sie erschien zwischen 2005 und 2010 und wurde als Manga und Anime-Fernsehserie adaptiert.

## Handlung
Tomoharu Natsume ist einer von wenigen Überlebenden eines Flugzeugabsturzes. Seitdem folgt ihm der Geist seiner Kindheitsfreundin Misao Minakami, die mit an Bord war. Wie Misao verlor er nach dem Absturz sein Gedächtnis an die vorherigen Ereignisse. Nachdem er auf die Oberschule gekommen ist, werden langsam die Hintergründe dafür enthüllt, als er mit einem silbernen Koffer in Berührung kommt, der Extractor genannt wird. In diesem schlummert der Mecha Asura Machina, den er von nun an unter seiner Kontrolle hat. Was er jedoch nicht weiß, ist die Tatsache, dass die Kontrolle von Asura Machina ein Opfer erfordert.

## Charaktere
Tomoharu Natsume (夏目 智春, Natsume Tomoharu)
Er ist der Protagonist der Geschichte und wird häufig als Tomo bezeichnet. Er hat beschlossen sein Leben selbst in die Hand zu nehmen um seiner Mutter und ihrem neuen Ehemann nicht im Weg zu sein. Neben wenigen anderen Personen ist er der Einzige der Misao Minakami wahrnehmen kann, was vor seinen Freunden zu komischen Situationen führt, die wie Selbstgespräche aussehen.
Misao Minakami (水無神 操緒,Minakami Misao)
Als Kindheitsfreundin von Tomo wurde sie durch nicht näher geklärte Umstände zu einem Opfer für Asura Machina Kurogane. Seitdem besitzt sie eine geisthafte Erscheinung und kann nur von wenigen Personen wahrgenommen werden. Dies ändert sich erst später im Verlaufe der Handlung als Kurogane eine „Stablisator“ aufnimmt. Seitdem ist sie eine Mitschülerin in Tomos Klasse. Dabei ist sie häufig eifersüchtig, wenn Tomo einem anderen Mädchen zu nahe kommt.

## Entstehung und Veröffentlichungen
Die Light-Novel-Reihe wurde von Gakuto Mikumo geschrieben und von Nao Watanuki mit Illustrationen im Stile eines Animes/Mangas versehen.
Der erste Titel der Serie erschien am 25. Juli 2005 bei ASCII Media Works unter ihrem Imprint Dengeki Bunko. Der 14. und letzte Band wurde am 10. Februar 2010 veröffentlicht.
| Nr. | Titel                                           | japanischer Titel                       | Veröffentlichungsdatum | ISBN                   |
| --- | ----------------------------------------------- | --------------------------------------- | ---------------------- | ---------------------- |
| 1   | Asura Cryin’                                    | アスラクライン                          | 25. Juli 2005          | ISBN 978-4-8402-3090-2 |
| 2   | Asura Cryin’ 2 – Yoru to UMA to D-Cup           | アスラクライン2 夜とUMAとDカップ        | 25. Oktober 2005       | ISBN 978-4-8402-3179-4 |
| 3   | Asura Cryin’ 3 – Yamai wa Ki kara               | アスラクライン3 やまいはきから          | 25. Februar 2009       | ISBN 978-4-8402-3308-8 |
| 4   | Asura Cryin’ 4 – Himitsu no Tenkōsei no Himitsu | アスラクライン4 秘密の転校生のヒミツ    | 25. Juni 2006          | ISBN 978-4-8402-3449-8 |
| 5   | Asura Cryin’ 5 – Rakukō Underworld              | アスラクライン5 洛高アンダーワールド    | 25. September 2006     | ISBN 978-4-8402-3550-1 |
| 6   | Asura Cryin’ 6 – Oshiete Seitokaichō!           | アスラクライン6 おしえて生徒会長!       | 25. Januar 2007        | ISBN 978-4-8402-3685-0 |
| 7   | Asura Cryin’ 7 – Kogoete Nemure                 | アスラクライン7 凍えて眠れ              | 25. Mai 2007           | ISBN 978-4-8402-3842-7 |
| 8   | Asura Cryin’ 8 – Manatsu no Yoru no Nightmare   | アスラクライン8 真夏の夜のナイトメア    | 25. August 2007        | ISBN 978-4-8402-3934-9 |
| 9   | Asura Cryin’ 9 – KLEIN Re-MIX                   | アスラクライン9 KLEIN Re-MIX            | 25. Dezember 2007      | ISBN 978-4-8402-4118-2 |
| 10  | Asura Cryin’ 10 – Kagakubu Kaimetsu             | アスラクライン10 科學部カイメツ         | 10. Juni 2008          | ISBN 978-4-04-867088-3 |
| 11  | Asura Cryin’ 11 – Meguriai Isekai               | アスラクライン11 めぐりあい異世界       | 10. Oktober 2008       | ISBN 978-4-04-867267-2 |
| 12  | Asura Cryin’ 12 – Sekai Hōkai Countdown         | アスラクライン12 世界崩壊カウントダウン | 10. April 2009         | ISBN 978-4-04-867763-9 |
| 13  | Asura Cryin’ 13 – Sakura Sakura                 | アスラクライン13 さくらさくら           | 10. November 2009      | ISBN 978-4-04-868141-4 |
| 14  | Asura Cryin’ 14 – The Lost Files                | アスラクライン14 The Lost Files         | 10. Februar 2010       | ISBN 978-4-04-868334-0 |

## Manga
Eine Manga-Adaptation durch Ryō Akizuki erschien in ASCII Media Works’ Shōnen-Manga Manga-Magazin Dengeki Daioh vom 27. September 2008 bis 27. September 2010. Die Kapitel wurden in vier Tankōbon-Sammelbänden zusammengefasst:
- Asura Cryin’ 1 (アスラクライン 1, 27. März 2009, ISBN 978-4-04-867715-8)
- Asura Cryin’ 2 (アスラクライン 2, 27. September 2009, ISBN 978-4-04-868110-0)
- Asura Cryin’ 3 (アスラクライン 3, 27. März 2010, ISBN 978-4-04-868506-1)
- Asura Cryin’ 4 (アスラクライン 4, 27. November 2010, ISBN 978-4-04-868994-6)

## Anime
Eine Adaption als Anime-Fernsehserie wurde von dem Studio Seven Arcs produziert. Regie führte Keizō Kusakawa, der zuvor für Seven Arcs auch die Regie der Anime-Umsetzung von Sekirei und Inukami! übernahm. Das ursprünglich von Nao Watanuki entworfene Charakterdesign wurde dabei nochmals von Atsushi Komori überarbeitet. Die künstlerische Leitung übernahm Toshiko Kaizu vom Studio Tulip, welches hauptsächlich für die in den Szenen verwendeten Hintergründe verantwortlich war. Die begleitende Hintergrundmusik entstand unter der Regie von Mitsutaka Tajiri.
Am 2. April wurde die erste Folge auf dem japanischen Fernsehsender AT-X ausgestrahlt, der sich im Laufe der Woche weitere Ausstrahlungen auf den Sendern BS11 Digital, Chiba TV, KBS Kyōto, Sun TV, Tokyo MX, TV Aichi, TV Kanagawa und TV Saitama. Die 13. und letzte Folge der ersten Staffel wurde am 25. Juni 2009 ausgestrahlt.
Die zweite Staffel namens Asura Cryin’ 2 wurde vom 1. Oktober 2009 bis zum 24. Dezember 2009 auf AT-X ausgestrahlt, wobei sich vorher genannte Sender wiederum im Laufe der Woche anschlossen. Auch diese Staffel bestand aus 13 Folgen und der Produktionsstab blieb im Wesentlichen unverändert.

### Synchronisation
| Rolle            | japanischer Sprecher (Seiyū) |
| ---------------- | ---------------------------- |
| Tomoharu Natsume | Miyu Irino                   |
| Misao Minakami   | Haruka Tomatsu               |
| Kanade Takatsuki | Ai Nonaka                    |
| Shuri Kurosaki   | Rie Tanaka                   |
| Ania Fortuna     | Sayuri Yahagi                |
| Tōru Kitsukata   | Yuko Kaida                   |

### Musik
Die im Vor- und Abspann verwendete Musik wurde in Kooperation mit Starchild Records produziert. Der Soundtrack wurde von Mitsutaka Tajiri komponiert, während die Vor- und Abspanntitel von der Band Angela stammen.
Für die erste Staffel wurde im Vorspann Spiral und im Abspann Link verwendet. Beide Titel wurden am 15. Mai 2009 als Single veröffentlicht, die auf Platz 15 der Oricon-Charts landete. Für die zweite Staffel wurden im Vorspann Alternative (オルタナティヴ, Orutanativu) verwendet und im Abspann Kanata no Delight (彼方のdelight) bzw. für die letzte Folge stattdessen Kirafuwu (キラフワ). Alternative und Kanato no Delight wurden am 18. November 2011 ebenfalls als Single veröffentlicht, die auf Platz 16 landete.